# 楞严禅寺

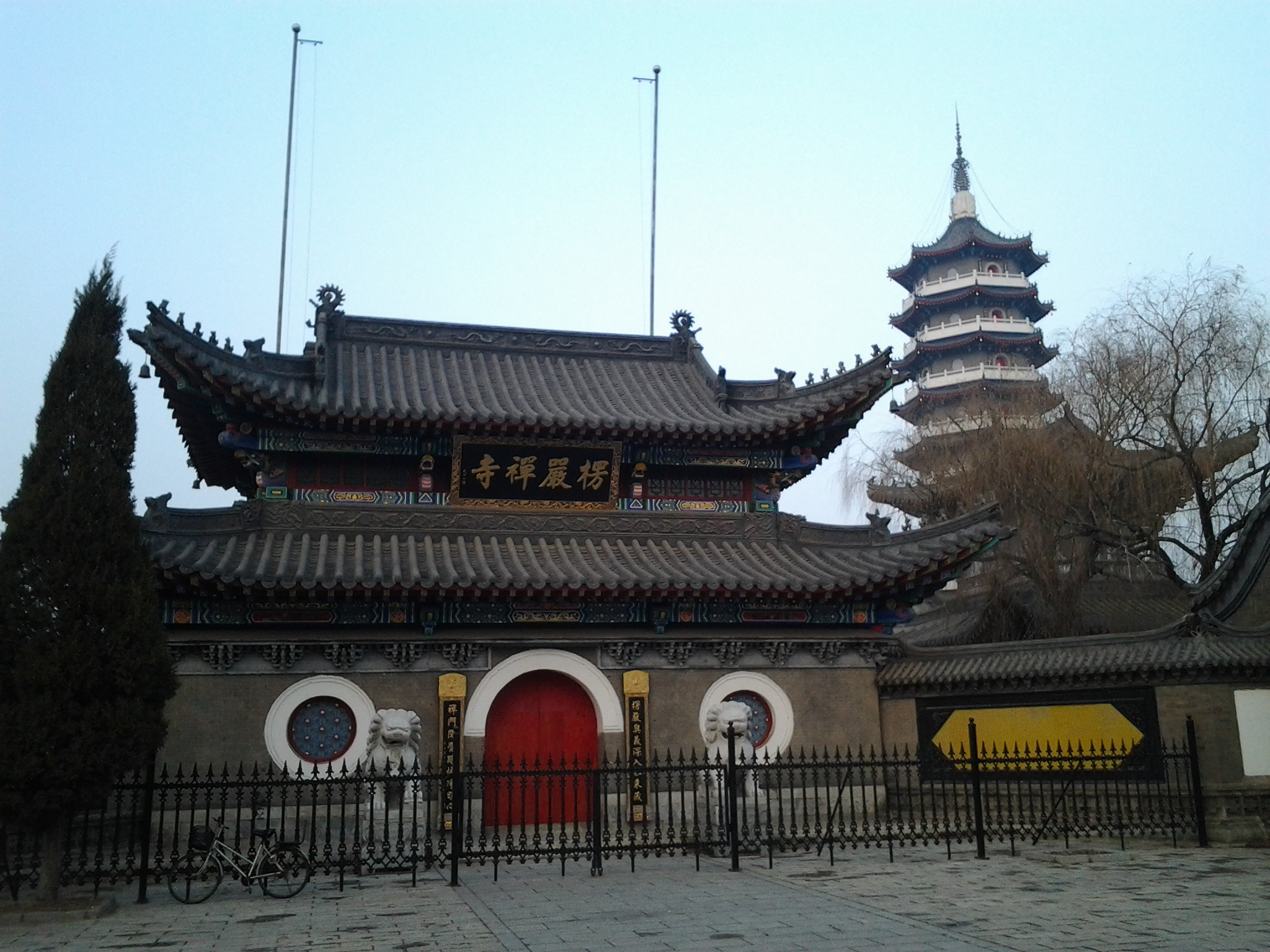
辽宁省营口市站前区　楞严禅寺

楞严禅寺，位于辽宁省营口市站前区，属辽宁省文物保护单位，禅宗寺庙。

## 简介
楞严禅寺建于1931年，与哈尔滨的极乐寺、长春的般若寺、沈阳的慈恩寺齐名为“东北四大禅林”。1997年10月2日，营口楞严禅寺举行楞严宝塔落成典礼。